# Xoanotrephus v-signatus
Xoanotrephus v-signatus är en skalbaggsart som beskrevs av Hüdepohl 1989. Xoanotrephus v-signatus ingår i släktet Xoanotrephus och familjen långhorningar. Inga underarter finns listade i Catalogue of Life.